# Bintan
Bintan, o Negeri Segantang Lada, es una isla de la Provincia de las Islas Riau, Indonesia, la mayor del archipiélago de Riau, formado por más de 3000 islas.
De 1886 km², está situada a unos 48 km al sureste de Singapur. Su capital es la ciudad de Tanjung Pinang. Tiene minas de bauxita y estaño, así como un aeropuerto.
- Datos: Q774859
- Multimedia: Bintan / Q774859